# Bromate de potassium
Le bromate de potassium (KBrO3) est un composé chimique inorganique. Comme son nom l'indique, c'est le bromate du potassium, c'est-à-dire le sel de potassium de l'acide bromique.

## Propriétés

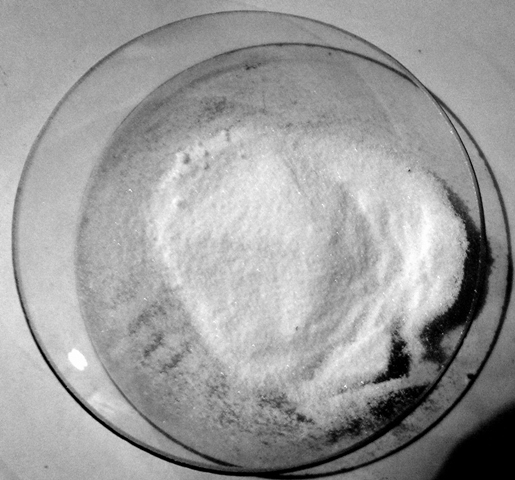
Bromate de potassium

Le bromate de potassium  se présente sous la forme d'une poudre cristalline blanche. Il se décompose vers 370 °C avec émission de dioxygène. Le bromate de potassium est relativement soluble dans l'eau mais pas du tout dans les alcools.
C'est un composé toxique et cancérigène.
Comme tout bromate, le bromate de potassium est un oxydant puissant (E° = 1.5 V, comparable au permanganate de potassium, KMnO4), bien plus que les chlorates. Il reste partiellement actif en solution aqueuse, et la présence de chlorates le rend encore plus toxique et cancérigène. Les mélanges de bromate de potassium et de substances combustibles comme le phosphore ou le soufre sont explosifs et sensibles aux frottements. 
Le bromate de potassium peut libérer du dioxygène et être réduit en bromure de potassium (KBr).

## Utilisations
Le bromate de potassium est utilisé pour le titrage (bromatométrie) de l'arsenic, de l'antimoine et de l'étain. Il est aussi utilisé comme monocristal piézoélectrique.
Il est, ou a été, utilisé comme additif alimentaire (sous le nom de E924 ou E924a), principalement comme adjuvant dans la farine afin de rendre la pâte plus ferme et d'augmenter sa levée à la cuisson, ou encore dans la production de malt. Dans de bonnes conditions, le bromate de potassium est complètement détruit à la cuisson, mais s'il est mis en excès, si la cuisson n'est pas assez longue, ou pas à une température suffisamment élevée, il peut en rester un résidu dangereux si consommé.
Du fait de son caractère cancérigène, son utilisation comme additif alimentaire a été interdite dans les pays d'Europe dès 1990, au Canada en 1994, en Chine en 2005 et dans de nombreux autres pays (Brésil, Pérou, Sri Lanka) mais pas aux États-Unis, puisque la Food and Drug Administration (FDA) a autorisé son utilisation avant que la clause Delaney de Loi fédérale sur les aliments, les médicaments et les cosmétiques (Federal Food, Drug, and Cosmetic Act — FFDCA) n'entre en vigueur en 1958. Cependant, en 1991, la FDA a fortement recommandé aux boulangers et pâtissiers de ne plus l'utiliser. Aussi, en Californie, un label est obligatoire lors de l'utilisation de la farine bromatée.